# WTFPL
La licencia WTFPL (Do What The Fuck You Want To Public License) es una licencia de software libre extremadamente permisiva. 
Nacida como mofa de la complejidad y verborrea de las licencias de la Free Software Foundation, la WTFPL es la más permisiva licencia existente de la historia del software, dado que significa, literalmente, "Licencia pública Haz lo que carajo quieras".
Aunque como el dominio público/licencia de derechos de autor pública, la WTFPL no es esencialmente diferente de la dedicación (por renuncia/aviso anti-derechos de autor) al dominio público.
La versión 1.0 de marzo de 2000 fue escrita por Banlu Kemiyatorn, quien la usaba en su trabajo en Window Maker. Samuel “Sam” Hocevar, programador francés, líder del proyecto Debian GNU/Linux (17 de abril de 2007 - 16 de abril de 2008) escribió la versión 2.0 Ésta permite redistribuir y modificar el software bajo cualquier término y le permite “hacer lo que le dé la gana” (“do what the fuck want to”). La licencia fue aprobada como una licencia compatible con la GNU General Public License y de software libre por la Free Software Foundation. La OSI rechazó la licencia, pero la licencia WTFPL es aceptada como una licencia Copyfree.

## Características
La licencia tiene la intención de ser extremadamente permisiva, como una licencia de dominio público y permite cualquier uso. A diferencia de algunas otras licencias permisivas, esta no incluye la exención de la garantía (condiciones de modificación  o distribución). Tampoco es una licencia copyleft (como la GPL).
WTFPL difiere del dominio público en el que un autor puede utilizar esta licencia si no tienen necesariamente la capacidad de colocar sus obras en el dominio público de acuerdo con sus leyes locales. Sus cláusulas de licencia se consideran lo más similar posible a una dedicación en el dominio público, en donde están trabajando también en la ley civil de los países (por ejemplo, la ley de Alemania), donde tanta dedicación no es posible. Una licencia similar para otras obras de arte podría ser el CC0, lanzada en marzo de 2009 por Creative Commons.
Debido a que, en contraste con el MIT y otras licencias aprobadas por la OSI, WTFPL no renuncia a las garantías, incluidas las garantías de comerciabilidad o aptitud para un propósito en particular, ni tampoco renuncia expresamente la responsabilidad por el daño no intencional causada por el software, cualquiera que modifique o redistribuya bajo la WTFPL, por lo tanto el software puede estar sujeto a una serie de obligaciones legales y derechos que van en contra de las expectativas producidas por el texto de la licencia. Si esto es una posible preocupación para usted, porque esas cuestiones dependen de la legislación de cada país, debe obtener asesoramiento legal relevante adecuado para la información más pertinente para el país en que viva, o si usted está eligiendo una licencia para su trabajo, se puede elegir otra licencia que le proteja negando las garantías.
Debido a estos problemas, la OSI rechazó esta licencia con "No es diferente de la dedicación al dominio público. El autor ha presentado solicitud de aprobación de la licencia-.. el autor es libre de hacer la dedicación de dominio público a pesar de que está de acuerdo con la recomendación, el Sr. Michlmayr señala que el dominio público no existe en Europa. Recomendado:Rechazar".

## Términos

### Versión 1.0
```
do What The Fuck you want to Public License

Version 1.0, March 2000
Copyright (C) 2000 Banlu Kemiyatorn (]d).
136 Nives 7 Jangwattana 14 Laksi Bangkok
Everyone is permitted to copy and distribute verbatim copies
of this license document, but changing it is not allowed.

Ok, the purpose of this license is simple
and you just

DO WHAT THE FUCK YOU WANT TO.

```

### Versión 2.0
```
            DO WHAT THE FUCK YOU WANT TO PUBLIC LICENSE
                    Version 2, December 2004
 
 Copyright (C) 2004 Sam Hocevar
  14 rue de Plaisance, 75014 Paris, France
 Everyone is permitted to copy and distribute verbatim or modified
 copies of this license document, and changing it is allowed as long
 as the name is changed.
 
            DO WHAT THE FUCK YOU WANT TO PUBLIC LICENSE
   TERMS AND CONDITIONS FOR COPYING, DISTRIBUTION AND MODIFICATION
 
  0. You just DO WHAT THE FUCK YOU WANT TO.

```

## Usos de WTFPL
La licencia puede ser aplicada a trabajos de arte y material escrito además de software.

## Recepción
La licencia no es de uso generalizado entre los proyectos de código abierto. Algunos programas de software han sido puestos en libertad en virtud del mismo, al igual que los editores on-line de mapas de OpenStreetMap Potlatch2.
Jeff Atwood anunció en el año 2007 su simpatía con la WTFPL en un ensayo sobre las licencias de software en su sitio web: "Si por mí fuera, todo sería liberado bajo la WTFPL." Algunos autores de software emiten la opinión de que la licencia no es seria, por el uso del término fuck ("joder").
La Open Source Initiative ha elegido en 2009 no incluir la licencia en su lista, como "no es diferente de la dedicación al dominio público", a pesar del hecho de que el dominio público no existe en la ley civil de los países europeos.
La WTFPL v2 es una aceptada licencia copyfree. También es aceptada por Fedora como una licencia libre y compatible con la GPL.
Eric S. Raymond interpretó la licencia como una sátira escrita en contra de las restricciones de la GPL y otras licencias de software. Sam Hocevar confirmó más tarde que la WTFPL es una parodia de la GPL. Nina Paley considera la WTFPL es una licencia libre para obras culturales.